# Linia kolejowa nr 616
Linia kolejowa nr 616 – linia kolejowa łącząca stację we wsi Jelinka ze stacją we wsi Kornie[niewiarygodne źródło?]. Linia została otwarta 15 lutego 1951 r., a zamknięta w 1991 r. Jej długość wynosi 1,49 km.